# 1946 في سويسرا
فيما يلي قوائم الأحداث التي وقعت خلال عام 1946 في سويسرا.

## رياضة
- 1 يناير – بطولة أمم أوروبا لكرة السلة 1946 الفائز منتخب تشيكوسلوفاكيا لكرة السلة.
- 1 يناير – بطولة العالم لسباق الدراجات على الطريق 1946
- 1 يناير – بطولة العالم للدراجات على المضمار 1946

## مواليد

### يناير
- 18 يناير – جوزيف دايس
- 28 يناير – بيتر ليمان لاعب هوكي جليد سويسري.

### فبراير
- 28 فبراير – كورت فرك درّاج طريق سويسري.
- 28 فبراير – مارك فابر

### أبريل
- 18 أبريل – جان فرانسوا بالمير ممثل سويسري.
- 28 أبريل – جان بيار روث
- 29 أبريل – اريك هونيغر سياسي سويسري.

### يونيو
- 5 يونيو – والتر ر. ستاهيل مهندس معماري سويسري.
- 26 يونيو – مانون مصورة سويسرية.

### يوليو
- 24 يوليو – إرنست تانر

### أغسطس
- 6 أغسطس – بيتر فري متزحلق جبال الألب سويسري.

### سبتمبر
- 21 سبتمبر – موريتز لوينبيرغر

### أكتوبر
- 7 أكتوبر – ألبرت جيجير متزحلق سويسري.
- 21 أكتوبر – برونو غالر لاعب كرة قدم.

## وفيات

### يناير
- 24 يناير – أوجين جوست (مواليد 1865) مهندس معماري سويسري.

### مايو
- 20 مايو – إميل فراي (مواليد 1889) موسيقي سويسري.

### يونيو
- 7 يونيو – تشارلز لوبلاتونييه (مواليد 1874)